# Бар-сюр-Сен (графство)
Бар-сюр-Сен (фр. Bar-sur-Seine)  — графство в средневековой Франции.
Располагалось к юго-востоку от Труа, на территории современного кантона Бар-сюр-Сен в департаменте Об. Относилось к диоцезу Лангра и в начале XII века находилось в вассальной зависимости от епископов. Резиденция графов находилась в замке Бар-сюр-Сен (castrum Barrum super Sequanam).
Вассалы: сеньоры Шасне, Шатильона-сюр-Сен, Дюрнея, Вандевра-сюр-Барс.
С начала XI века Бар-сюр-Сен принадлежал графам Тоннера. Затем перешёл во владение графов Бриенна (Эсташия, сестра Юга-Рено, графа Тоннера и Бара-сюр-Сен, вышла замуж за Готье I, графа де Бриенна.
Во второй половине XII века посредством брака графство перешло Гуго IV де Пюизе, виконту Шартра, в результате его женитьбы на Петронилле, дочери Милона де Бриенна.
В 1220 году наследники рода Пюизе продали Бар-сюр-Сен графам Шампани.

## Список графов Бар-сюр-Сен
- Ренар (ум. после 997)
- Эрменгарда (ум. после 1018), дочь, вышла замуж за Милона IV (950/965 — 1002), графа Тоннера
- Милон (V), (ум. 1046), граф Тоннера и Бара-сюр-Сен
- Юг Ренар (ум. 1084), сын Милона V, граф Тоннера и Бара-сюр-Сен, с 1065 епископ Лангра
- Эсташия (ум. не ранее 1072), дочь Милона V
- Готье I де Бриенн (ум. 1090), муж
- Милон де Бриенн (ум. 1126), сын
- Ги де Бриенн (упом. 1139), сын
- Милон III де Бриенн (ум. 1 октября 1151), сын
- Манассе де Бар-сюр-Сен, брат
- Петронилла де Бриенн, племянница (дочь Милона III)
- Гуго IV дю Пюизе (ум. 1189), муж
- Милон IV дю Пюизе (ум. 1219), сын.

Дети Милона IV дю Пюизе умерли раньше отца, и после его смерти на наследство стали претендовать дальние родственники. Видя это, вдова Милона Эллисенда де Жуаньи в 1220 году продала Бар-сюр-Сен графу Шампани Тибо. Тот выплатил компенсацию и другим претендентам.